# Mercedes Cabrera Calvo-Sotelo
Mercedes Cabrera Calvo-Sotelo (Madrid, 3 de desembre de 1951) és una política, politòloga, historiadora i professora universitària espanyola, que fou Ministra d'Educació, Política Social i Esports d'Espanya entre 2006 i 2009.

## Biografia
Va néixer el 3 de desembre de 1951 a la ciutat de Madrid, sent besneboda de l'exministre d'Hisenda (en temps de Primo de Rivera) José Calvo Sotelo, neboda de l'expresident Leopoldo Calvo-Sotelo, de l'exministre Fernando Morán López, i besneboda del físic Blas Cabrera y Felipe.
Va estudiar ciències polítiques a la Universitat Complutense de Madrid, on es doctorà, i des de 1996 és Catedràtica d'Història del Pensament i dels Moviments Socials i Polítics en aquesta mateixa universitat.

## Carrera política
Membre del Partit Socialista Obrer Espanyol (PSOE), fou escollida diputada per aquest partit en la circumscripció de Madrid en les eleccions generals de 2004, sent la número 2 de la llista darrera de José Luis Rodríguez Zapatero. A l'inici de la legislatura va ser escollida Presidenta de la Comissió d'Educació i Ciència del Congrés dels Diputats, i és membre del Consell Rector de la Fundació Pablo Iglesias i Presidenta de l'Associació d'Amics de la Residencia de Estudiantes.
L'11 d'abril de 2006 va ser nomenada Ministra d'Educació i Ciència en substitució de María Jesús San Segundo. En la formació de la IX Legislatura continuà amb aquest càrrec, tot i que el seu ministeri passà a denominar-se Ministeri d'Educació, Política Social i Esports. En la remodelació del govern realitzada el 7 d'abril de 2009 Zapatero decidí cessar-la del seu càrrec i repartí el seu ministeri entre Ángel Gabilondo Pujol (l'àrea d'educació), Trinidad Jiménez (l'àrea de política social) i el mateix Rodríguez Zapatero (l'àrea d'esports).

## Obres publicades
- 1983: La patronal ante la Segunda República. Organizaciones y estrategia (1931-1936). Editorial Siglo XXI. ISBN 84-323-0469-7
- 1994: La industria, la prensa y la política: Nicolás María de Urgoiti (1869-1951). Alianza Editorial. ISBN 84-206-9406-1
- 1998: Con luz y taquígrafos:el Parlamento en la Restauración (1913-1923). Editorial Taurus. ISBN 84-306-0293-3
- 2002: El poder de los empresarios. Política y economía en la España contemporánea (1875-2000). Editorial Taurus. ISBN 84-306-0439-1